# ويليام ويست
ويليام ويست هو متسابق يخت كندي، ولد في 1 ديسمبر 1931.

## وصلات خارجية
- ويليام ويست على موقع أوليمبيديا (الإنجليزية)